# Luxeuil-les-Bains
 Luxeuil-les-Bains  es una localidad y comuna de Francia, en la región del Franco Condado, departamento de Alto Saona, en el distrito de Lure. Es el chef-lieu y la mayor población del cantón de su nombre. Está integrada en la Communauté de communes du Pays de Luxeuil, de la que es la mayor población.

## Demografía
| 3007 | 3080 | 3040 | 3340 | 4036 | 3628 | 3647 | 4085 | 3706 | 3855 | 3959 | 3908 | 4162 | 4376 | 4907 | 4811 | 4959 | 5254 | 5474 | 5518 | 5372 | 5488 | 5695 | 5691 | 5724 | 6691 | 8161 | 9216 | 10 104 | 9951 | 8790 | 8414 | 7575 |
| Para los censos de 1962 a 1999 la población legal corresponde a la población sin duplicidades (Fuente: INSEE [Consultar]) |      |      |      |      |      |      |      |      |      |      |      |      |      |      |      |      |      |      |      |      |      |      |      |      |      |      |      |        |      |      |      |      |

La población en el censo de 1999 era de 8414 habitantes. La aglomeración urbana –que incluye Saint-Sauveur, Froideconche, Breuches, Baudoncourt y La Chapelle-lès-Luxeuil- tenía 14 145 habitantes.